# Swing到盡
《Swing到盡》是香港男子組合Swing的第八張專輯，亦是Swing第二度解散前的最後一張專輯，於2011年11月17日發行。本次專輯包含一張CD及一張DVD，分別收錄五首歌及三個MV。專輯發行後數天，二人於紅館舉行了組合的首次，亦是最後一次演唱會《Swing後會無期告別演唱會》，演唱會完結後，Swing亦宣告解散。

## 歌曲介紹

### 《無限》
Swing寫這首歌的時侯，希望有一首能讓觀眾琅琅上口，不需背頌歌詞的歌曲。後來想到「WO」這個音，像小狗的吠聲，十分可愛，便寫下了這個旋律。填詞的林寶在歌詞中表達了道家的思想：沒有束縛、規限。

### 《Intelligent Design》
即使是進化論也無法解釋宇宙間的一切，我們在顯微鏡下看見的其實是一個設計品，不論由外星人、上帝或是未來的人創作也好，這意味不是所有生物都是進化出來，世界是有主宰的。人類雖然發展出高度的文明，可以控制很多事物，但卻不應妄想自己能取代主宰世界的上帝。

### 《23》
這首歌使用一種未曾在粵語流行音樂中出現過的散拍樂（Ragtime）樂風，在20世紀初的外國非常盛行，並常出現在當時的黑白電影裡。這首歌的名字之所以叫《23》，是因為Swing的作品中已有幾首以數字命名的歌曲：《Swing》的《1984》、《On Fire》的《JAL565》和《電》的《7》，於是便用剩下的2和3寫成此曲。

### 《那邊見》
這首歌選材算是頗為大膽，以死亡作為主題，希望大家別太過懼怕死亡，因為每個人都總會有這樣的一天。副歌中Jerald唱的「See you on the other side」是很多外國人臨死前會說的話，意指「我們在那邊見吧」。

## 曲目列表
| 曲序     | 曲目               |                         | 时长  |
| -------- | ------------------ | ----------------------- | ----- |
| 1.       | 無限               | 林寶                    | 3:56  |
| 2.       | Intelligent Design | 林若寧                  | 4:04  |
| 3.       | 太多人             | Jerald Eric Kwok 林若寧 | 3:39  |
| 4.       | 23                 | 陳詠謙                  | 2:46  |
| 5.       | 那邊見             | 黃偉文                  | 4:13  |
| 总时长： | 总时长：           | 总时长：                | 18:37 |

| DVD      | DVD                      |
| 曲序     | 曲目                     |
| -------- | ------------------------ |
| 1.       | 無限（MV）               |
| 2.       | Intelligent Design（MV） |
| 3.       | 那邊見（MV）             |
| 总时长： | 12:28                    |

## 專輯派台歌曲成績
| 歌曲               | 903 專業推介 | 997 勁爆流行榜 | RTHK 中文歌曲龍虎榜 | TVB 勁歌金榜 |
| ------------------ | ------------ | -------------- | ------------------- | ------------ |
| 無限               | 4            | -              | -                   | x            |
| 那邊見             | 1            | -              | 1                   | x            |
| Intelligent Design | 18           | -              | -                   | x            |

## 外部連結
- 環球唱片官方專輯網頁（页面存档备份，存于）